# Cutting

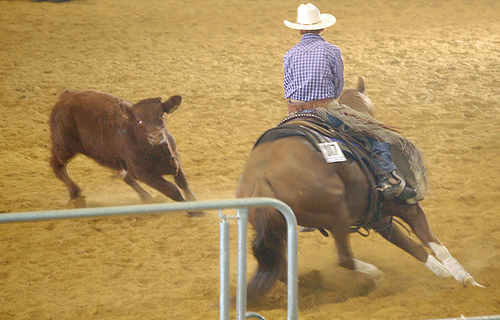
Ukázka cuttingu

Cutting je westernová jezdecká disciplína, při které jezdec s koněm oddělí ze stáda dobytče a snaží se ho udržet mimo stádo po dobu 2,5 minut, zvanou run. Provedená úloha se hodnotí bodováním.
Každý závodník má čtyři pomocníky: dva mají zabránit dobytčeti, aby se zaběhlo do zadní části arény, a dva se starají o to, aby zbytek stáda byl pohromadě a mimo pracovní oblast. Při cuttingu se obvykle používají mladí voli a jalovice o váze 180 až 290 kg.